# Кобринський стрій

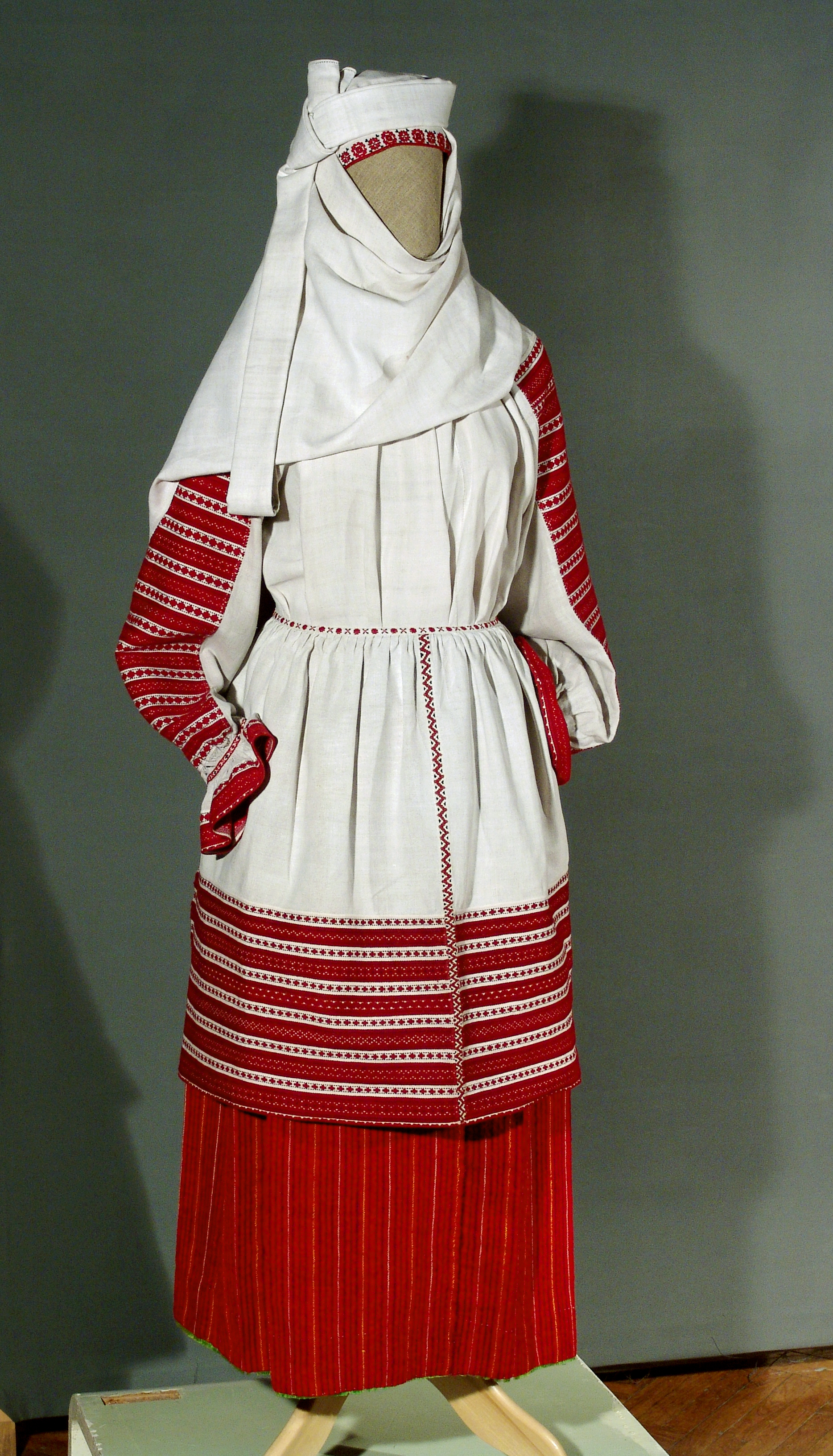
Кобринський стрій із с. Хабовичі (Кобринський р-н), кінець ХІХ — поч. XX ст Музей давньобілоруської культури

Кобринський стрій — традиційний комплекс українського національного вбрання на Західному Поліссі. Він побутував у ХІХ — на початку XX ст. переважно в Жабинківському та Кобринському районах. Вирізнявся завершеністю форм, віртуозним розвитком орнаменту жіночого костюма.

## Жіночий одяг

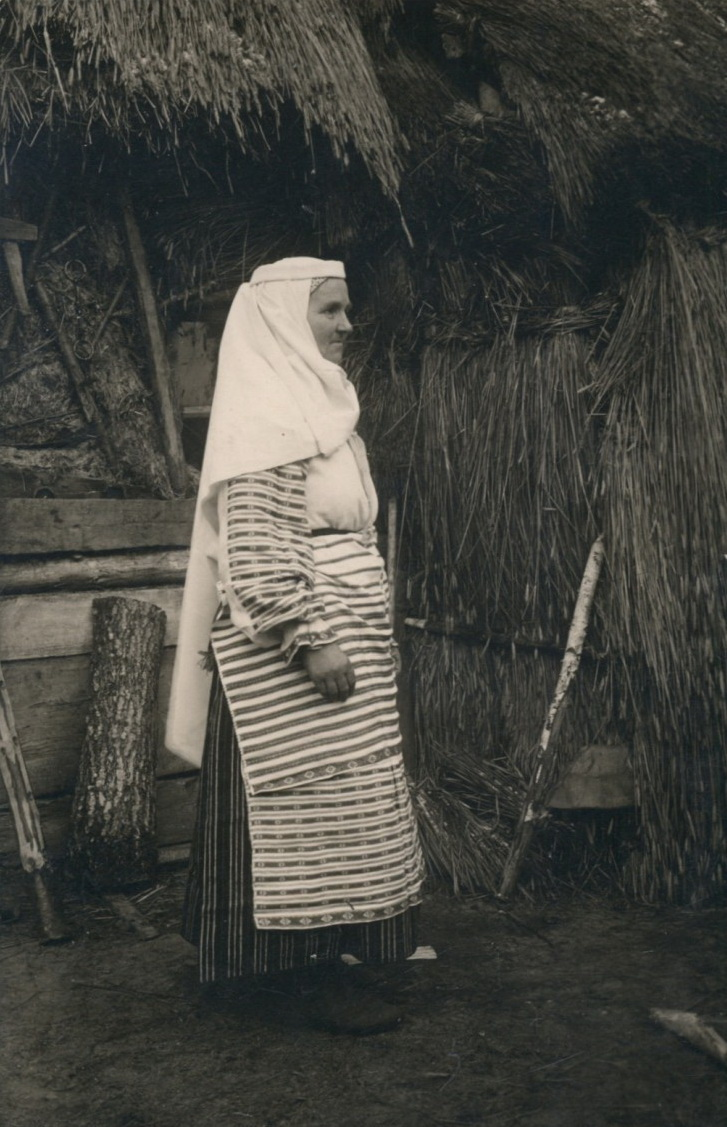
Жінка з села Липова у традиційному та дуже архаїчному кобринському селянському вбранні. Фотограф Дмитро Георгієвський, 1937 р.

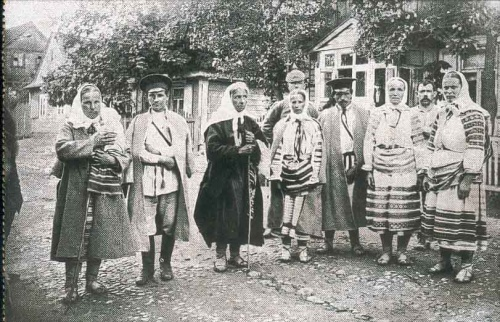
Мешканці міста Кобринь. Близько 1916 р.

Комплект літнього жіночого одягу складався з сорочки, спідниці, фартуха. Сорочка шилася з домотканого лляного полотна, крою з прямими плечовими вставками, відкладним або стоячим коміром, прямі рукави, що закінчуються воланами або коміром. Сорочка прикрашалася вишивкою (чернетки, хрестики), рідше візерунчастим переплетенням і м'ятістю тканини. Дрібний візерунковий (геометричний або рослинний) червоно-малиновий орнамент із невеликими вкрапленнями чорного або темно-синього кольору збирався на вузьку рівномірну ширину стулки (нагадує стрічки), яка в поздовжньому або поперечному напрямку заповнювала всю поверхню рукавів. У композиційно-орнаментальному вирішенні наближеного до сорочки виконано фартух, пошитий із 2 декоративно з'єднаних полотнищ білої лляної тканини.
Відмінною рисою кобринського костюма є спосіб носіння фартухів (одягали 2 фартухи так, щоб основний орнамент нижнього фартуха виднівся з-під верхнього). Спідниці шили з 4-х полотнищ візерункової тканини: лляної — із сріблясто-білої, тканої в техніці багатониткового ткацтва (у хрест, віконце, пояс); вовняні (андараки) — з червоними, заповненими вузькими рядками-просновками. Рідше виготовляють андарак із чорної або темно-синьої тканини з білими, зеленими, синіми, фіолетовими смужками. Спідниця підперезувалася поясом із куточками, вплетеними у різнокольорові смужки. Час від часу носили корсет.
Головні убори — намітка, біла лляна хустка, прикрашена «павичем» (пір'я або віяло з пір'я), чепець, вінок. Особливу величність і пластичну стрункість костюму надавала намітка, обмотана навколо обличчя і красиво драпірована на спині. Прикрасами на шию були намистинки, стрічки, іконки.

## Чоловічий одяг

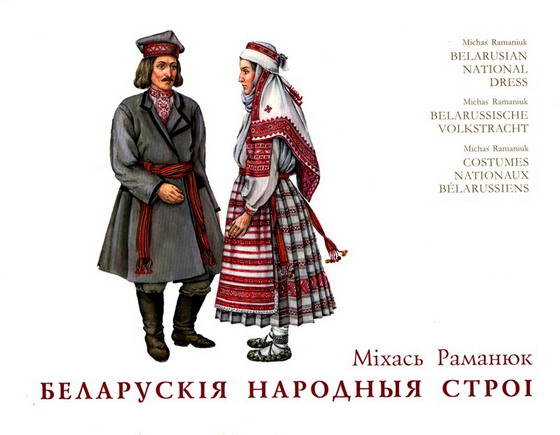
Обкладинка альбому Михайла Романюка «Беларускія народныя строі» (2014): селяни в кобринському костюмі

Чоловічий одяг складався з вільної сорочки з поясом, білих полотняних штанів, шапки — солом'яного картуза, оздобленого зверху візерунчастою стрічкою та різнокольоровою кокардою, шапки (круглі, чубаті). Верхній чоловічий і жіночий одяг: свита (латук, із вусами), пошита з білого або сірого валяного сукна і прикрашена на грудях і бічних клинах строкатими пишними куточками і вишитий малиновими, блакитними нитками вовни; куртка, кожух.